# 二輪車神社
二輪車神社（にりんしゃじんじゃ）では、二輪車（バイク・オートバイ）の運転手に対して特別な配慮・措置を行なっている神社について扱う。下述するように、現在この種の神社にはバイク神社、オートバイ神社、ライダーズ神社など、様々な呼称が用いられている。

## バイク神社
2008年（平成20年）頃の安住神社（栃木県高根沢町）や大前神社《境内社・足尾山神社》（栃木県真岡市）を皮切りに、様々な神社によって（自称・他称で）称されている。認定・管理組織無し。
- 浦幌神社（北海道浦幌町）
- 總宮神社（山形県長井市）
- 安住神社（栃木県高根沢町）
- 大前神社《境内社・足尾山神社》（栃木県真岡市）
- 小鹿神社（埼玉県秩父郡小鹿野町）
- 差出磯大嶽山神社（山梨県山梨市）
- 大歳神社（静岡県浜松市東区天王町）
- 頭之宮四方神社（三重県大紀町）

### 疾風巡拝プロジェクト
「疾風巡拝（）プロジェクト」（ROADMANIA JAPAN運営）に参加している神社。
- 若草稲荷神社（宮城県登米市）
- 花園神社（茨城県北茨城市）
- 東金砂神社（茨城県常陸太田市）
- 大中神社（茨城県常陸太田市）
- 吉田神社（茨城県水戸市）
- 乃木神社（栃木県那須塩原市）
- 瀧尾神社（栃木県日光市今市）
- (大前神社（栃木県真岡市）)
- 賀茂別雷神社（栃木県佐野市）
- 風巻神社（新潟県上越市）
- 伏木神社（富山県高岡市）
- 深江八幡神社（石川県羽咋市）
- 篠座神社（福井県大野市）
- (大歳神社（静岡県浜松市東区天王町）)
- 桑名宗社（三重県桑名市）
- 柏原八幡宮（兵庫県丹波市）
- 高砂神社（兵庫県高砂市）
- 玉井宮東照宮（岡山県岡山市）
- 王子神社（徳島県徳島市八万町）
- 津田八幡神社（徳島県徳島市津田）
- 石鎚神社（愛媛県西条市）
- 朝峯神社（高知県高知市）

## オートバイ神社
既存の神社を認定する方式と、既存の神社や商業施設の敷地内に新たに祠を設ける方式が混在している。
名称は「〇〇オートバイ神社」という形式（「オートバイ」部分は省略されて呼ばれることもある）。一般社団法人・日本二輪車文化協会（AMAC）が開設承認・管理を行なっている。
| 番号 | 名称                       | 所在地                                                                   | 開設日                    |
| ---- | -------------------------- | ------------------------------------------------------------------------ | ------------------------- |
| 0    | 道開(オートバイ)神社       | 東京都世田谷区松原1-7-20 （扶桑教太祠内）                                | 2019年（令和元年）7月15日 |
| 1    | 金城(オートバイ)神社       | 島根県浜田市金城町久佐-イ1390-8 （かなぎウエスタンライディングパーク内） | 2014年（平成26年）10月7日 |
| 2    | 長笹楽山(オートバイ)神社   | 広島県山県郡北広島町長笹636-1 （長笹楽山(ゲストハウス)内）               | 2015年（平成27年）10月3日 |
| 3    | 讃岐輪楽(オートバイ)神社   | 香川県木田郡三木町大字井上2372-4 （カフェ輪楽内）                        | 2017年（平成29年）6月17日 |
| 4    | 修那羅山(オートバイ)神社   | 長野県東筑摩郡筑北村坂井眞田11572 （安宮神社）                           | 2019年（令和元年）6月10日 |
| 5    | 柏の杜(オートバイ)神社     | 千葉県柏市金山770 （BDS柏の杜オークション会場内）                        | 2021年（令和3年）8月18日  |
| 7    | 能登島(オートバイ)神社     | 石川県七尾市能登島佐波町ハ2番地 （二輪喫茶Ji-ma内）                      | 2020年（令和2年）9月24日  |
| 9    | Cafe.K(オートバイ)神社     | 滋賀県長浜市木之本町田部38-1 （Cafe.K内）                                | 2021年（令和3年）4月25日  |
| 10   | 蛙の駅(オートバイ)神社     | 京都府京都市右京区京北灰屋町由里ノ下6 （蛙の駅キャンプ場内）             | 2021年（令和3年）4月16日  |
| 11   | 藤代(オートバイ)神社       | 茨城県取手市片町245番地 （愛宕神社）                                     | N/A                       |
| 12   | 淡路島(オートバイ)神社     | 兵庫県洲本市安乎町平安浦25 （安乎岩戸信龍神社境内）                      | 2021年（令和3年）10月14日 |
| 13   | 車山高原(オートバイ)神社   | 長野県茅野市北山3413 （車山高原スキー場内）                              | N/A                       |
| 14   | 精矛(オートバイ)神社       | 鹿児島県姶良市加治木町日木山311-イ （精矛神社境内）                      | 2021年（令和3年）7月21日  |
| 15   | 檍(オートバイ)神社         | 鹿児島県曽於市末吉町南之郷4772 （檍神社）                                | 2022年（令和4年）4月2日   |
| 16   | 鈴鹿(オートバイ)神社       | 三重県鈴鹿市平田新町3-8 （カブタウン内）                                 | 2022年（令和4年）2月20日  |
| 18   | 熊野(オートバイ)神社       | 宮崎県宮崎市熊野6976 （熊野神社）                                        | 2022年（令和4年）11月23日 |
| 19   | 道の駅大津(オートバイ)神社 | 熊本県菊池郡大津町引水759 （道の駅大津内）                               | 2022年（令和4年）11月6日  |

## ライダーズ神社
2019年（令和元年）の台風・大雨災害からの復興と地域活性化を目的として、千葉県のライダー組織である任意団体「チバイク」によって、千葉県内の神社限定で認定・管理が行われていたが、2023年10月、「東北復興」を掲げ、宮城県名取市の閖上湊（ゆりあげみなと）神社が旗揚げに加わった。これを機に、活動範囲を千葉県外に拡大する予定。神社本庁に所属する神社で、神職が常駐していること、バイクの駐車スペースがあること、近隣住民から苦情が出にくい立地であることを目安に、旗揚げを展開している。
| 番号 | 名称         | 所在地                 | 認定日                     |
| ---- | ------------ | ---------------------- | -------------------------- |
| 1    | 天津神明宮   | 千葉県鴨川市天津2950   | 2019年（令和元年）11月16日 |
| 2    | 八街神社     | 千葉県八街市八街へ217  | 2020年（令和2年）11月7日   |
| 3    | 飯香岡八幡宮 | 千葉県市原市八幡1057-1 | 2021年（令和3年）11月27日  |
| 4    | 海上八幡宮   | 千葉県銚子市柴崎町1-17 | 2022年（令和4年）4月24日   |